# Хэй, Чарльз, 20-й граф Эррол
Чарльз Гор Хэй, 20-й граф Эррол (англ. Charles Gore Hay, 20th Earl of Erroll; 7 февраля 1852 — 8 июля 1927) — шотландский дворянин, военный и консервативный политик. Он был известен как лорд Хэй с 1852 по 1891 год.

## Ранняя жизнь
Родился 7 февраля 1852 года. Второй сын Уильяма Гарри Хэя, 19-го графа Эррола (1823—1891), и Элизы Амелии Гор (1829—1916), старшей дочери генерала сэра Чарлза Стивена Гора.
Его дедушкой и бабушкой по отцовской линии были Уильям Хэй, 18-й граф Эррол (1801—1846), и Элизабет Хэй, графиня Эррол (1801—1856), незаконнорожденная дочь короля Великобритании Вильгельма IV от его любовницы Доротеи Джордан. Его дед по материнской линии был генерал достопочтенный сэр Чарльз Стивен Гор, участник битвы при Ватерлоо (который был сыном 2-го графа Аррана и братом герцогини Инвернесс).

## Карьера
7 июля 1869 года лорд Хэй был произведен в младшие лейтенанты Королевской конной гвардии. Он был произведен в лейтенанты 19 августа 1871 года, в капитаны 11 сентября 1875 года, в майоры 1 июля 1881 года, в подполковники 24 сентября 1887 года и в полковники 18 января 1895 года.
После начала Второй Англо-бурской войны в конце 1899 года Чарльз Хэй пошел добровольцем на действительную службу и был зачислен в Имперский йоменский полк. Он принимал участие в битве при Пардеберге (февраль 1900 года), после чего отвечал за пленных из армии Пита Кронье. В начале марта 1900 года он принял командование бригадой йоменов в полевых силах Южной Африки в звании бригадного генерала. В следующем году, в июне 1901 года, он был назначен помощником генерал-адъютанта. Позже он был почетным генерал-майором британской армии и подполковником, командующим королевской конной гвардией . Он продолжал служить в качестве генерального офицера, командовавшего 65-й (2-й низменной) дивизией с 1915 по 1916 год.

## Звание пэра и политическая карьера
Он унаследовал титул графа от своего отца в 1891 году. Лорд Эррол служил в консервативной администрации Артура Бальфура в качестве лорда-в-ожидании (правительственный кнут в Палате лордов) с 1903 по 1905 год. В 1901 году он был произведен в рыцари Чертополоха.

## Личная жизнь
11 августа 1875 года Чарльз Хэй, лорд Хэй, женился на Мэри Кэролайн Л’Эстранж (? — 12 октября 1934), дочь Эдмунда Л’Эстранж (? — 1866) и его жены Гарриет Сьюзен Бересфорд Ламли-Сэвил (? — 1904). Гарриет была сестрой Ричарда Ламли, 9-го графа Скарборо, и дочерью Фредерика Ламли-Сэвил, и Шарлотты де ла Поэр-Бересфорд, дочери Жоржа де ла Поэр Бересфорд, епископа Килмора. У супругов было трое сыновей:
- Виктор Александр Серелд Хэй, 21-й граф Эррол (17 октября 1876 — 20 февраля 1928)[7], который в 1900 году женился на Мэри Люси Виктории, единственной дочери сэра Аллана Маккензи, 2-го баронета[1]
- Коммандер достопочтенный Серелд Мордонт Алан Джослин Хэй (ноябрь 1877 — 12 ноября 1939), который в 1915 году женился на Вайолет Спиллер, второй дочери подполковника Дункана Чисхолма Оливера Спиллера[1]
- Капитан достопочтенный Иван Джослин Ламли Хэй (31 октября 1884 — 6 сентября 1936), почётный паж, женившийся в 1921 году на Памеле Берроуз, дочери Фрэнсиса Джорджа Берроуза из Блейкни Холта[1].

Он умер в июле 1927 года в возрасте 75 лет. Графский титул унаследовал его старший сын Виктор Хэй, который владел титулом менее года до своей смерти 20 февраля 1928 года, когда ему наследовал его старший сын Джослин . Леди Эррол скончалась в 1934 году.

## Потомки
Через своего старшего сына и наследника Виктора он был дедом Джослина Хея, 22-го графа Эррола (который женился на леди Майре Саквилл, дочери графа де Ла Варра), Гилберта Бойда, 6-го барона Килмарнока (который женился сначала на достопочтенной Розмари Гест, дочери виконта Уимборна) и леди Розмари Хэй, которая (вышла замуж за подполковника Руперта Райана и, во-вторых, майора Джеймса Грэшема).